# Conchiglia di Santiago
In araldica la conchiglia di Santiago (o, all'italiana, conchiglia di San Giacomo), dapprima simbolo specifico di avvenuto pellegrinaggio a Santiago di Compostela, è poi divenuta simbolo generico di pellegrinaggio, anche in Terra santa o presso altri santuari.
La conchiglia è rappresentata sia concava, che mostra la parte interna, sia convessa, che mostra quindi la parte esterna.

## Galleria d'immagini

Conchiglia di Santiago convessa (stemma di Buttwil, Svizzera)
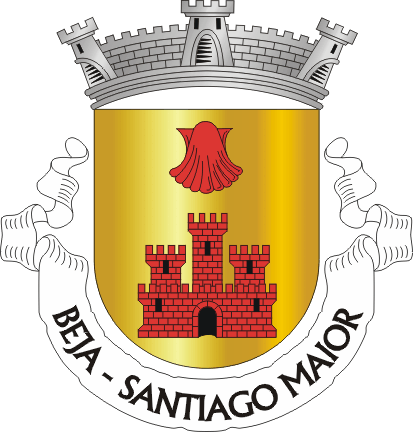
Conchiglia di Santiago (Santiago Maior, freguesia di Beja, Portogallo)
Conchiglia attraversante sulla partizione (Vandœuvres, Svizzera)
Croce caricata di cinque conchiglie di Santiago (stemma di Céligny, Svizzera)
Croce caricata di quattro conchiglie e una spronella (Goumoens-le-Jux, Svizzera)
Capo caricato di tre conchiglie (famiglia Benso)
Capo caricato di tre conchiglie ordinate in fascia (Sévery, Svizzera)
Banda caricata di una conchiglia, una stella e un crescente (Senarclens, Svizzera)